# Belagerung von Konstantinopel (674–678)
Al-Hira – Jarmuk – Kadesia – Heliopolis – Nehawend – Konstantinopel I – Konstantinopel II – Talas
Frühe Schlachten
Mu'ta – Tabūk – Dathin – Firaz
Arabische Eroberung der Levante
Qartin – Bosra – Adschnadain – Mardsch ar-Rahit – Fahl – Damaskus – Mardsch ad-Dibadsch – Emesa – Jarmuk – Jerusalem – Hazir – Aleppo
Arabische Eroberung Ägyptens 
Heliopolis – Alexandria – Nikiou
Umayyadische Eroberung Nordafrikas
Sufetula – Vescera – Karthago
Umayyadidische Invasion Anatoliens
 und Konstantinopels
Eiserne Brücke – Germanikeia – 1. Konstantinopel – Sebastopolis – Tyana – 2. Konstantinopel – Nikäa – Akroinon
Arabisch-byzantinischer Grenzkrieg
Kamacha – Kopidnadon – Krasos – Anzen und Amorion – Mauropotamos – Lalakaon – Bathys Ryax
Sizilien und Süditalien
1. Syrakus – 2. Syrakus – Feldzüge des Maniakes
Byzantinischer Gegenschlag
Marasch – Raban – Andrassos – Feldzüge des Nikephoros Phokas – Feldzüge des Johannes Tzimiskes – Orontes – Feldzüge Basileios’ II. – Azaz
Seeoperationen
Phoinix – Muslimische Eroberung Kretas – Thasos – Damiette – Thessalonike – Byzantinische Rückeroberung Kretas
Die Belagerung von Konstantinopel, traditionell datiert auf die Jahre 674 bis 678, war der erste schwere Angriff der Araber auf die byzantinische Hauptstadt. Über diese Ereignisse berichtet im Wesentlichen nur Theophanes, weshalb in der neueren Forschung auch mehrere traditionelle Auffassungen in Frage gestellt werden.

## Hintergrund
Im Zuge der Islamischen Expansion gerieten die Araber in Konflikt mit den Byzantinern. 655 gelang es den Arabern in der Schlacht von Phoinix das erste Mal, eine byzantinische Flotte zu schlagen. Ab 663 erschienen sie Jahr für Jahr in Kleinasien und sorgten für Verwüstung. Teilweise drangen die Angreifer bis Chalkedon, den Vorort Konstantinopels auf der asiatischen Seite des Bosporus vor. Ihnen war jedoch klar, dass nur eine Eroberung der Hauptstadt das Byzantinische Reich zu Fall bringen würde. Kalif Muawiya I. plante daher eine notfalls mehrjährige Belagerung der Stadt. Im Vorfeld wurden einige Ägäisinseln von den Arabern erobert. 670 bemächtigten sie sich der Stadt Kyzikos auf der Halbinsel Arktonnesos an der Südseite des Marmarameers, die zur Ausgangsbasis der Angriffe werden sollte. Bevor der Sturm auf das byzantinische Machtzentrum begann, wurde 672 jedoch noch das nahe Smyrna eingenommen, während eine andere Flottenabteilung die kilikische Küste angriff.

## Verlauf
Dieser Angriff auf Konstantinopel erfolgte vom Meer aus. Die traditionelle Überlieferung ergibt folgendes Bild: Die byzantinischen Befestigungsanlagen am Marmarameer und am Goldenen Horn hielten den arabischen Angriffen stand, während Byzanz seinerseits mit Hilfe des Griechischen Feuers unter den Angreifern verheerende Schäden anrichtete, doch brachen die Araber die Angriffe nicht ab. Bei Einbruch des Winters zogen sie sich nach Kyzikos zurück, beorderten Verstärkung aus Syrien und machten ihre Schiffe während der folgenden Monate wieder see- und kampftüchtig. Im Frühjahr griffen sie erneut an, blieben aber jahrelang erfolglos. Nach (angeblich) vier Jahren vergeblichen Anrennens wurde die Belagerung im Jahre 678 endgültig aufgegeben. Der Rest der arabischen Flotte segelte heimwärts und geriet auf der Rückfahrt entlang der Küste von Pamphylien in einen heftigen Herbststurm, der zu weiteren Verlusten führte. Muawiyas Landheer erlitt ähnliche Rückschläge gegen die sogenannten Mardaiten, Gruppen christlicher Kämpfer, die den Arabern Widerstand leisteten.
In der modernen Forschung ist es umstritten, ob man von einer mehrjährigen Belagerung ausgehen kann oder ob es sich nicht vielmehr um wiederholte, jedoch voneinander zu trennende einzelne Angriffe handelte, verbunden mit Seeblockaden. Neben der zentralen griechischen Quelle, der Chronik des Theophanes, können lateinische, syrische und arabische Quellen (sowie rekonstruierte Grundquellen, wie die Chronik des Theophilos von Edessa) nur ergänzend betrachtet werden. Lateinische Quellen, die knapp über arabische Vorstöße berichten (wie die Mozarabische Chronik), aber ohne Schilderung einer mehrjährigen Belagerung, stützten sich offenbar auf ursprünglich griechische oder syrische Vorlagen. Die Quellen ergeben das Bild von zumindest starken Kampfhandlungen in den 660er und 670er Jahren zwischen Byzanz und dem Kalifat, wobei die Byzantiner nicht ohne Erfolge waren. Explizit von einer ersten Belagerung in dieser Zeit berichten die Akten des sechsten ökumenischen Konzils 680/81, die Interpretation der betreffenden Stelle ist allerdings problematisch.
Um 680 nahm Kalif Muawiya Konstantins Friedensangebot zu Bedingungen an, die ihm noch wenige Jahre zuvor schändlich vorgekommen wären: Räumung der ägäischen Inseln, die er jüngst erobert hatte, und Zahlung eines jährlichen Tributs von 50 Sklaven, 50 Pferden und 3.000 Pfund Gold an den Kaiser. Es ist jedenfalls klar zu erkennen, dass die Byzantiner die arabischen Angriffe (ob nun eine Belagerung im eigentlichen Sinne oder verstärkte Vorstöße) erfolgreich abwehren konnten. Es ist auch davon auszugehen, dass die Byzantiner entlastende Angriffe auf das Kalifat erfolgreich unternommen haben.

## Folge
Die abgewehrte Belagerung (oder eben einzelne Vorstöße mit einer nur zeitweiligen Belagerung) verhinderte die Eroberung des Byzantinischen Reichs und damit eine eventuell folgende Invasion der Araber über den Balkan nach Europa. Diese wurde erst den Türken als Folge der Einnahme Konstantinopels möglich. Zum ersten Mal war dem Vordringen der Muslime Einhalt geboten worden. Die Araber scheiterten auch 40 Jahre später bei der erneuten Belagerung. Die 750 erfolgte Ablösung der Umayyaden durch die Abbasiden und die gleichzeitige Verlegung des Kalifensitzes von Damaskus nach Bagdad minderte dann den Druck auf das Byzantinische Reich deutlich, und es kam in der Folgezeit zu keiner weiteren Belagerung Konstantinopels mehr. Nach der Schlacht bei Tours und Poitiers, deren Bedeutung aber in der älteren Forschung oft überschätzt wurde, kam die Islamische Expansion auch im Westen Europas zum Erliegen.